# غونتر بفاف
غونتر بفاف (بالألمانية: Günther Pfaff)، من مواليد 12 أغسطس 1939، وتوفي بتاريخ 10 نوفمبر 2020، هو متسابق نمساوي في رياضة التجديف السريع، شارك في عدة بطولات، وأهمها دورة الألعاب الأولمبية بالعاصمة المكسيكية مكسيكو سيتي سنة 1968، حيث حقق الميدالية البرونزية.